# Museo A come Ambiente
Il Museo A come Ambiente è un museo di Torino, ubicato nel quartiere San Donato (Circoscrizione 4) a margine del Parco Dora. Si tratta del primo (cronologicamente) museo europeo interamente dedicato alle tematiche ambientali.

## Storia
L'Edificio 37, tale il nome della palazzina storica, fu edificato in stile razionalista nel 1947 dalla Michelin. Di due piani fuori terra, venne utilizzato come nuovo fabbricato d'ingresso verso ovest dello stabilimento, portineria e deposito biciclette. L'anno successivo si aggiunse un piano superiore, atto ad ospitare la mensa aziendale. In séguito, l'intera palazzina fu adibita a centrale antincendio dello stabilimento.
Dismesso lo stabilimento, a partire dal 2000 l'edificio venne completamente ristrutturato su progetto dell'architetto Agostino Magnaghi.
Il museo è stato inaugurato nel 2004.
Oggi l’Edificio 37 ospita inoltre le strutture in legno stile liberty dell'ex direzione Michelin originariamente collocate nella demolita palazzina uffici di Via Livorno.

## Struttura
Il museo è costituito da tre corpi architettonici e un giardino interno (lato su cui si affaccia un caratteristico bovindo).
- Edificio 37 (nucleo originario): energia, rifiuti, acqua.
- Padiglione Verde (dal 2015): alimentazione, trasmissione delle conoscenze, trasporti, mostre temporanee.
- Padiglione Guscio (dal 2018): proiezioni, conferenze, mostre temporanee, attività laboratoriali.

Il simbolo sulla facciata del museo è di Ugo Nespolo.